# Adoro a mi tierra
«Adoro a mi tierra» es un corrido popular mexicano compuesto por Artemio Santoyo a expresa petición de la cantante salmantina Flor Silvestre en honor de su ciudad natal, Salamanca, Guanajuato, México. Es uno de los primeros éxitos de la cantante mexicana Flor Silvestre, quien lo grabó en 1950 con el mariachi de Rubén Fuentes para el sello Discos Columbia. La grabación fue reeditada por Discos Okeh (sello subsidiario de Columbia y CBS) en el álbum recopilatorio Flor Silvestre canta sus éxitos (1964), y recientemente por Sony Music México en formato digital.